# سوآوه (ونتو)
سوآوه (به ایتالیایی: Soave) یک کومونه در ایتالیا است که در استان ورونا واقع شده‌است. سوآوه ۲۲٫۶۷ کیلومتر مربع مساحت و ۶٬۸۹۳ نفر جمعیت دارد و ۴۰ متر بالاتر از سطح دریا واقع شده‌است.

## خواهرخوانده
شهرهای کلهایم و کلای-سویی خواهرخوانده‌های سوآوه (ونتو) هستند.